# 三原春上
三原 春上（みはら の はるかみ）は、平安時代初期の公卿。一品・新田部親王の曾孫。尾張守・三原弟平の長男。官位は正四位下・参議。

## 経歴
弾正大忠・民部大丞・式部大丞・蔵人を経て、嵯峨朝末の弘仁11年（820年）47歳にしてようやく従五位下に叙爵。同年伊賀守に任ぜられる。
弘仁14年（823年）淳和天皇が即位すると京官に復し、中務少輔に右少弁を兼ね次いで主殿頭に転任する。また同年従五位上、翌天長元年12月（825年1月）正五位下、天長2年（825年）従四位下・蔵人頭と淳和朝で急速な昇進を果たし、天長5年（828年）参議に任ぜられ公卿に列した。またこの間、下総守・兵部大輔・弾正大弼などを歴任している。参議昇進後も、天長8年（831年）従四位上、天長10年（833年）正四位下と累進し、議政官として右大弁・式部大輔・治部卿などを務めた。
仁明朝に入ると、嵯峨源氏や天皇と親族関係にある橘氏公・藤原良房らが急速に台頭する傍らで昇進は止まるが、弾正大弼・治部卿・伊勢守などを歴任した。承和10年（843年）4月上表して致仕。承和12年（845年）11月18日卒去。享年72。最終官位は参議正四位下。
漢詩作品1首が『経国集』に採録されている。

## 官歴
注記のないものは『六国史』による。
- 大同4年（809年） 6月：弾正大忠[2]
- 弘仁2年（811年） 正月：民部大丞[2]。4月：式部大丞[2]
- 弘仁8年（817年） 正月：蔵人[2]
- 弘仁9年（818年） 日付不詳：式部少丞[2]
- 時期不詳：正六位上
- 弘仁11年（820年） 正月7日：従五位下。正月11日：伊賀守[2]
- 弘仁14年（823年） 4月：中務少輔[2]。5月1日：右少弁[2]。9月27日：主殿頭（止弁）[2]。11月20日：従五位上
- 天長元年（824年） 正月11日：兼下総守[2]。12月27日：正五位下
- 天長2年（825年） 正月4日：従四位下。2月5日：兵部大輔[2]。7月：蔵人頭[2]。9月13日：兼弾正少弼[2]
- 天長3年（826年） 9月：兼弾正大弼[2]
- 天長5年（828年） 3月19日：参議[2]
- 天長6年（829年） 正月13日：右大弁（止弾正大弼）[2]
- 天長7年（830年） 6月5日：兼相模守[2]。8月4日：式部大輔（止弁）[2]
- 天長8年（831年） 正月4日：従四位上。9月：兼弾正大弼（止式部大輔）[2]
- 天長9年（832年） 11月7日：治部卿（止弾正大弼）[2]
- 天長10年（833年） 正月7日：正四位下
- 承和元年（834年） 7月1日：弾正大弼
- 承和6年（839年） 10月25日：兼伊勢守
- 承和7年（840年） 5月8日：装束司（淳和上皇崩御）。10月16日：兼弾正大弼（伊勢守兼任）
- 承和10年（843年） 4月23日：致仕
- 承和12年（845年） 11月18日：卒去（参議正四位下）